# 松木侠
松木 侠（まつき たもつ、1898年〈明治31年〉3月9日 - 1962年〈昭和37年〉7月10日）は、日本の政治家、弁護士、旧鶴岡市第8代市長。栄典は正五位・勲三等・旭日中綬章。哲学者・木田元の伯父。

## 略歴
- 1898年（明治31年）3月9日 - 山形県西田川郡大宝寺村（現・鶴岡市）に、官吏・松木清直の3男として生れる。
- 1916年（大正5年） - 荘内中学校（現・山形県立鶴岡南高等学校）卒業
- 第二高等学校を経る。
- 1922年（大正11年） - 東京帝国大学法学部ドイツ法律科卒業
  - 5月 - 南満州鉄道入社
- 1931年（昭和6年）8月 - 上海事務所転任（陸軍省事務嘱託上海駐在員）
  - 10月1日 - 非役関東軍法律顧問就任
- 1932年（昭和7年）4月26日 - 満州国法制局長就任
  - 9月19日 - 同職退任
  - 10月 - 欧米に渡り欧米諸国の法制を研究。
- 1934年（昭和9年）7月 - 満州に戻る。
- 1937年（昭和12年）5月6日 - 満州国総務庁法制処長就任
- 1938年（昭和13年）3月1日 - 同職退任、満州国参議府秘書局長就任
- 1940年（昭和15年）5月16日 - 同職退任、満州国総務庁次長就任
- 1943年（昭和18年）6月19日 - 同職退任、満州国審計局長官就任
- 1944年（昭和19年）10月2日 - 同職退任、大同学院院長就任
- 1945年（昭和20年） - 終戦により日本に帰国
- 1946年（昭和21年） - 公職追放[1][2]、東京都にて弁護士事務所開業
- 1951年（昭和26年） - 追放解除[3]
- 1954年（昭和29年） - 国井重典前鶴岡市長の死去に伴い鶴岡市長に選出
- 1955年（昭和30年） - 土佐内佐吉（土佐内吉治・元国鉄スワローズ投手の父）に協力して鶴岡の中学校野球大会を創設
- 1958年（昭和33年）1月26日 - 市長選挙2回目当選
- 1962年（昭和37年）7月10日 - 同職在任中に死去。正五位 叙位 旭日中綬章 受章。鶴岡の福寿寺に墓がある。
- 1962年（昭和37年）7月16日 - 特旨を以て位記を追賜。

## 栄典・授章・授賞
- 1937年（昭和12年）2月23日 - 勲四等旭日小綬章・昭和六年乃至九年事変従軍記章[4]

## 著作物
- 1927年（昭和2年） - 『商租問題に就て』 大連商業会議所（出版）
- 1930年（昭和5年） - 『商租権概説』 （南満洲鉄道株式会社パンフレツト：第73号に収録）

## 参考資料
- 『庄内人名辞典』 大瀬欽哉（代表編者） 致道博物館内「庄内人名辞典刊行会」（発行）
- 満州国行政官事典 - ウェイバックマシン（2006年2月10日アーカイブ分）
- 『官報』1962年7月18日 本紙 10673 叙任及辞令

| 公職          | 公職                            | 公職            |
| ------------- | ------------------------------- | --------------- |
| 先代 国井重典 | 鶴岡市長 第8代：1954年 - 1962年 | 次代 足達兼一郎 |